# 달서 나들목
달서 나들목(Dalseo IC)은 대구광역시 달서구 대천동에 설치된 대구외곽순환고속도로의 1번 나들목이자 대구외곽순환고속도로의 기점이다. 건설 당시 가칭은 구라 나들목이었다.

## 역사
- 2014년 9월 12일 : 2021년까지 나들목 신설을 위해 대구광역시 도시계획시설 교통광장에 달서구 대천동 일원을 구라 나들목으로 고시[1]
- 2022년 3월 31일 : 대구외곽순환고속도로 개통과 함께 달서 나들목으로 통행 개시[2]

## 구조물 정보
- 위치 : 대구광역시 달서구 대천동

## 접속하는 도로
- 대구광역시도 제17호선 (달서대로)
- 성서공단남로